# Lycaeides baldur
Lycaeides baldur är en fjärilsart som beskrevs av Arthur Francis Hemming 1934. Lycaeides baldur ingår i släktet Lycaeides och familjen juvelvingar. Inga underarter finns listade i Catalogue of Life.